# Schraderov ventil
Schraderov ventil (autoventil, standardni ventil, PKW ventil) sastoji se od ventilnog kućišta u kojem je navojna ventilna jezgra, a koristi se kod gotovo svih automobilskih guma i kod većine bicikala s pneumaticima za široke obruče. Ventilnu jezgru čini gljivasti ventil potpomognut oprugom. Naziv je dobio po izumitelju Augustu Schraderu koji ga je osmislio 1891. godine.

## Primjene
Osim na zračnicama i bezračničnim (tubeless) pneumaticima, Schraderovi ventili različitih dimenzija koriste se na mnogim hladnjacima i klimatizacijskim sustavima kako bi omogućili servisiranje, uključujući ponovno punjenje rashladne tekućine. Vodoinstalateri ih koriste prilikom provođenja testova curenja na cjevastim instalacijama. Schraderovi ventili također se primjenjuju kod dopremnih cijevi goriva kod nekih motora s izravnim ubrizgavanjem goriva, te u uzgonskim kompenzatornim cijevima u regulacijskim sustavima za ronjenje, omogućujući korisniku skidanje i prikapčanje cijevi dok je ona u uporabi.

## Ventil
Schraderov ventil sastoji se od šuplje cilindrične metalne cijevi s vanjskim navojem tipično načinjene od mjedi. U centru vanjskog dijela nalazi se metalna igla postavljena duž osi cijevi. Kraj igle približno je u istoj razini s krajem ventilnog kućišta.
Svi Schraderovi ventili koji se obično koriste na pneumaticima imaju na vanjskom kraju jednu standardnu veličinu navoja i kućišta tako da su kapice i alati obično univerzalni za ventile na svim uobičajenim aplikacijama.
Nedavno je razvijen novi oblik Shraderovih ventilnih kućišta s integriranim prijenosnicima za sustave nadzora tlaka u gumama (TPMS).

## Ventilna kapica
Ventilna kapica vrlo je važan dio Schraderova ventila jer ako kapica nije montirana, prašina i voda mogu ući u ventil što može dovesti do blokiranja ventila ili kontaminacije brtvenih površina uzrokujući istjecanje zraka. Kamena sol (halit) i ostali kemijski odleđivači koji se koriste tijekom zime posebice oštećuju mjedene komponente Schraderova ventila.
Metalne ventilne kapice obično imaju, osim ručnog ispušnog alata, maleni gumeni umetak koji omogućuje dobro brtvljenje za ventilno kućište. Kapica ove vrste također pomaže u sprječavanju izlaska zraka iz blago curećeg ventila. Ogromna većina Schraderovih ventila koji se koriste kod pneumatika ipak su zatvoreni običnim crnim plastičnim kapicama koje učinkovito služe samo za to da se kontaminatori zadrže izvan ventilnog kućišta.
Dostupne su također i specijalne ventilne kapice za nadzor tlaka koje koriste klip ispunjen oprugom. Klip podiže zelenu zastavicu kada je tlak na ispravoj razini ili iznad nje. Gubitkom tlaka spušta se zelena zastavica te se otkriva crvena igla koja bi uz puno nade trebala privući pažnju vlasnika prije nego što se gorivo potroši vožnjom na polupraznim pneumaticima.
Nedavno su se pojavile obojene plastične ventilne kapice. Određeni prodavači automobilskih pneumatika promiču uporabu suhog dušika za pumpanje pneumatika. Eliminacijom kisika i vode navodno se produljuje trajanje kako pneumatika tako i kotača. Ovi prodavači postavljaju zelene kapice kako bi označili da su pneumatici ispunjeni gotovo čistim (tipično oko 95%) dušikom.
Ostali prodavači nude kapice u mnogo različitih boja u čisto dekorativne svrhe. Dekorativna kategorija čak uključuje kapice koje svijetle kada se kotač kreće.

## Presta ventili nasuprot Schraderovih
Presta i Schraderovi ventili dobri su u brtvljenju visokih tlakova. Glavne razlike među njima jesu u tome što su Schraderovi ventili veći i imaju opruge koje zatvaraju ventil osim ako igla nije pritisnuta. Schraderovi ventili koriste se u širokom rasponu primjena komprimiranog plina i komprimirane tekućine. Presta ventili koriste se samo na zračnicama bicikla.
Ako se uspoređuju s presta ventilima, Schraderovi ventili koji se koriste kod bicikala imaju veći promjer što zahtijeva rupu većeg promjera na obruču kotača bicikla. Iako ne predstavlja brigu kod širokih obruča kotača bicikla, Schraderov ventil oslabit će uski obruč kotača, onemogućavajući njihovo korištenje kod trkaćih bicikala. Drugi nedostatak Schradera je u tome što stupac zraka mora deprimirati iglu s oprugom prije nego zrak uđe tijekom pumpanja za razliku od presta ventila koji isključivo koristi unutarnji tlak zraka za zatvaranje ventila. To znači da se nešto zraka izgubi prilikom postavljanja pumpe na Schraderov ventil te prilikom skidanja pumpe s ventila.
Obruč izbušen za presta ventile može se zamijeniti kako bi prihvatio Schraderov ventil tako što se izbuši svrdlom 21/64", no brušenje rupe mora se obaviti oprezno radi sprječavanja oštećivanja pneumatika i zračnice.
Navojni adapteri dostupni su u trgovinama bicikala kako bi dali presta ventilima traženi promjer za korištenje standardnih zračnih priključaka.

## Dimenzije
Schraderovi ventili klasificiraju se prema materijalu, promjeru namijenjene obručne rupe, duljini i obliku.
- TR-4 - ravni metalni držak, ø 8 mm
- TR-6 - ravni metalni držak, ø 8 mm
- TR-13 - ravni gumeni držak, ø 11,5 mm
- TR-15 - ravni gumeni držak, ø 16 mm
- TR-87 - kratki kutni metalni držak, ø 10 mm
- TR-87C - visoki kutni metalni držak, ø 10 mm

Standardni Schraderov ventil ima sljedeće navoje:
Vanjski navoj
- metrički: 7,7 mm OD (engl. outside diameter vanjski promjer), promjer korijena navoja 6,9 mm x 0,794 mm uspona (koraka) navoja.
- anglosaksonski: 0,305 in OD, promjer korijena navoja 0,302 in x 32 tpi (navoja po inču, engl. threads per inch)

Unutarnji navoj (za prihvat navojne ventilne jezgre)
- metrički: 5,30 mm OD x 0,706 mm uspona (koraka) navoja
- anglosaksonski: 0,209 in OD x 36 tpi.

Za hladnjake koristi se 1/4" muški zavareni priključak s istim unutarnjim navojem kao gore.

## Vanjske poveznice
- Schrader-Bridgeport website